# 57. Infanterie-Division
La 57. Infanterie-Division fu un'unità della Wehrmacht che venne costituita pochi giorni prima dell'inizio della seconda guerra mondiale con ufficiali, sottufficiali e soldati provenienti dalla Bassa Baviera.
La divisione, nei cui reparti era compreso anche il reggimento di fanteria 199 "List" che discendeva direttamente dal famoso reggimento di fanteria di riserva bavarese 16 "List" in cui aveva militato durante la prima guerra mondiale Adolf Hitler, si distinse in tutte le campagne offensiva della Germania nazista nella prima fase del conflitto. Considerata un reparto scelto, durante l'operazione Barbarossa, in particolare ebbe parte decisiva nella prima conquista della grande città industriale di Char'kov.
Dopo aver combattuto strenuamente con pesanti perdite nelle grandi battaglie sul Fronte orientale, venne infine accerchiata, insieme a gran parte del Gruppo d'armate Centro, durante l'operazione Bagration e praticamente distrutta; venne ufficialmente sciolta nell'agosto 1944.

## Storia
La 57. Infanterie-Division venne ufficialmente costituita il 26 agosto 1939 a Landshut nel Wehrkreis VII ("Regione militare n. 7", che comprendeva la Bassa Baviera) nel quadro della cosiddetta "seconda ondata (welle) di mobilitazione" attivato dalla Wehrmacht alla vigilia dell'attacco alla Polonia. Secondo questi piani, le formazioni presenti in Baviera vennero rapidamente completate con l'afflusso dei riservisti mobilitati e vennero quindi costituiti e assegnati alla nuova divisione i tre reggimenti di fanteria, tutti strutturati su tre battaglioni, IR 179 (Monaco di Baviera), IR 199 (Frisinga) e IR 217 (Ingolstadt). Venne inoltre organizzato il reggimento d'artiglieria, AR 157 e le unità organiche della divisione che vennero numerate con il numero 157 e costituite nei dipartimenti di Monaco.
Al momento della sua costituzione, il reggimento di fanteria 199 (IR 199) della divisione ricevette la denominazione onorifica di "reggimento List" e mantenne le tradizioni del famoso Reggimento reale di riserva bavarese 16 "List" che si era distinto durante tutta la prima guerra e nel quale aveva combattuto durante il conflitto il caporale Adolf Hitler. Il 12 novembre 1943 l'alto comando tedesco autorizzò i membri del reggimento 199 ad indossare sulla manica del braccio sinistro una apposita fascia di combattimento onorifica con l'iscrizione "Infanterie-Regiment List".
La divisione, assegnata al comando del generale Oskar Blümm, prese parte nel settembre 1939 all'invasione della Polonia dove ebbe subito modo di distinguersi per combattività e disciplina; i reparti tedeschi furono assegnati al Gruppo d'armate Sud nel settore meridionale e presero parte ai combattimenti sul passo di Dukla; dopo il primo successo, la 57ª Divisione proseguì verso est, attraversò il fiume San e avanzò verso Leopoli. La campagna di concluse con i combattimenti a Sambor e Grodek, dopo di che i reparti della divisione vennero richiamati in patria e assegnati alla riserva dell'esercito nel settore di Hanau.

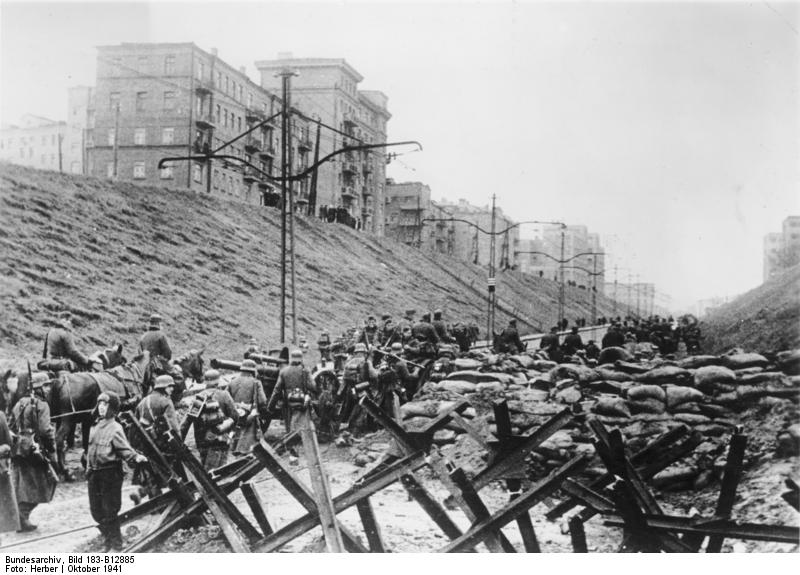
I soldati della divisione entrano a Char'kov il 24 ottobre 1941.

Dopo la fase della strana guerra, le operazioni belliche iniziarono nel maggio 1940 sul fronte occidentale e la 57. Infanterie-Division, sempre al comando del generale Oskar Blümm, prese parte al Fall Gelb, la prima fase dell'offensiva tedesca, marciando da Remagen e Treviri, attraverso il Lussemburgo fino alla Somme. Il 27 maggio 1940 la divisione, dipendente dal XXXVIII Corpo d'armata del generale Erich von Manstein, prese posizione nella importante testa di ponte di Abbeville dove nei giorni seguenti dovette affrontare i ripetuti e pesanti contrattacchi delle formazioni corazzate di riserva francesi e britanniche. In questi combattimenti che si prolungarono fino al 4 giugno, i reparti della 57ª Divisione furono messi in difficoltà e subirono forti perdite ma riuscirono a mantenere il possesso della prezionsa testa di ponte, le unità anticarro furono impegnate duramente contro i carri pesanti nemici; alla fine i reparti corazzati francesi del generale Charles de Gaulle e britannici del generale Victor Fortune furono decimati e dovettero interrompere i contrattacchi. Dopo questo brillante successo difensivo, la 57. Infanterie-Division partecipò all'avanzata finale del Fall Rot, inquadrata nella 4ª Armata tedesca, raggiungendo alla fine della campagna Le Havre e Carentan in Normandia. Dopo la vittoria in Francia, i reparti della divisione rimasero in Normandia, schierandosi a protezione della coste tra Dieppe e Carentan.
Nella fase preparatoria dell'operazione Barbarossa, l'alto comando della Wehrmacht riorganizzò il suo ordine di battaglia e la maggior parte delle divisioni di prima linea vennero trasferite all'est; la 57. Infanterie-Division venne assegnata alla 6. Armee del Gruppo d'armate Sud e schierata inizialmente nel territorio di Zamość nel Governatorato Generale. Il 22 giugno 1941, primo giorno dell'operazione Barbarossa, la divisione, trasferite provvisoriamente nel XXXVIII Panzerkorps del Panzergruppe 1 del generale Ewald von Kleist superò il fiume Bug a Sokal' e aprì la strada all'irruzione in profondità delle Panzer-Division. Nelle settimane seguenti la 57ª Divisione fu impegnata in duri combattimenti lungo la direttrice di Berdičev e sulla cosiddetta "linea Stalin", quindi prese parte alla grande battaglia della sacca di Uman.
Dopo essere stata trasferita alla 17. Armee per partecipare all'attacco contro Krivoj Rog, la divisione, passata al comando del generale Anton Dostler, ritornò a settembre 1941 agli ordini della 6. Armee dell'energico feldmaresciallo Walter von Reichenau impegnata all'offensiva verso la regione di industriale di Char'kov e Belgorod. A partire dal 20 ottobre 1941 la 57. Infanterie-Division sferrò l'attacco principale da occidente contro Char'kov e in tre giorni di aspri combattimenti nell'area urbana ottenne la sua più brillante vittoria; la grande città industriale venne occupata e i sovietici dovettero battere in ritirata verso est. Nonostante i successi, tuttavia con l'arrivo dell'inverno e il rafforzamento delle difese sovietiche, l'avanzata tedesca era ormai finita e la divisione dovette, insieme agli altri reparti della 6. Armee, passare sulla difensiva nei lunghi mesi invernali per mantenere le posizioni raggiunte a est di Char'kov.

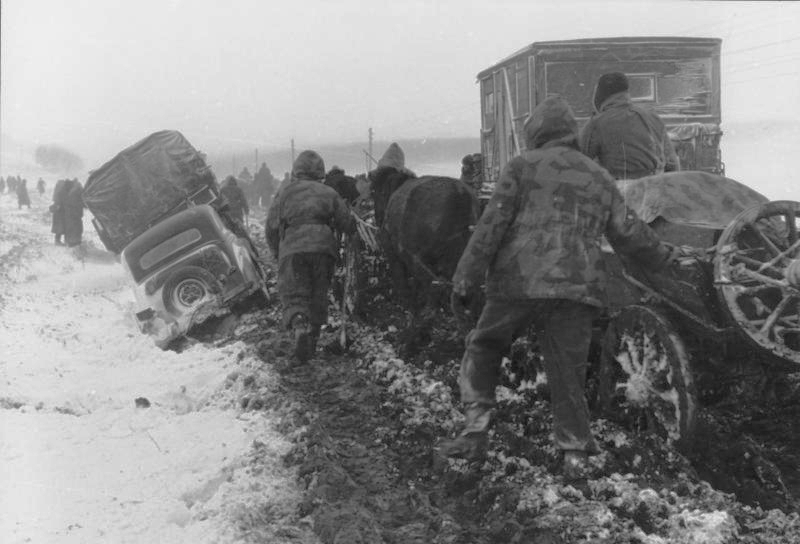
Truppe tedesche in ritirata durante la drammatica battaglia di Korsun' durante la quale la 57. Infanterie-Division rimase accerchiata.

Nell'estate 1942 la 57. Infanterie-Division prese parte all'operazione Blu, la seconda grande offensiva tedesca in Russia; inquadrata inizialmente nella 6. Armee, avanzò verso il Don e si schierò nella testa di ponte di Voronež dove rimase insieme ad altre formazioni tedesche. Mentre il grosso della 6. Armee del generale Friedrich Paulus marciava verso sud-est in direzione di Stalingrado, la divisione bavarese passò agli ordini della 2. Armee del generale Hans von Salmuth, schierata su posizioni difensive nel settore di Voronež. Nell'inverno 1942-43 le continue offensive dell'Armata Rossa misero in grande difficoltà il fronte dell'Asse, mentre sul Volga si concludeva con la catastrofe della 6. Armee la battaglia di Stalingrado, i sovietici sferrarono dal 24 gennaio 1943 l'offensiva Voronež-Kastornoe che minacciò di accerchiare e distruggere anche la 2. Armee. Dopo violenti combattimenti e una drammatica ritirata in condizioni climatiche proibitive, il grosso della forze tedesche, compresa la 57. Infanterie-Division, riuscì a sfuggire e ripiegò verso Sumy.
Nell'estate 1943, la 57. Infanterie-Division entrò a far parte del Gruppo d'armate Sud del feldmaresciallo Erich von Manstein e partecipò con un ruolo secondario, inquadrata nel LII Corpo d'armata, alla battaglia di Kursk; dopo il fallimento dell'attacco tedesco, la divisione dovette subire la grande controffensiva sovietica e all'inizio di agosto venne accerchiata, insieme ad altre quattro divisione tedesche, nell'area di Belgorod; i tedeschi riuscirono alla fine a uscire dalla sacca ma subirono pesanti perdite e i sovietici liberarono Belgorod. Nei mesi seguenti, la 57. Infanterie-Division partecipò alla continua serie di battaglie e di ritirate condotte dalla Wehrmacht per evitare la sconfitta definitiva; la formazione quindi si unì alle altre unità del Gruppo d'armate Sud che riuscirono faticosamente a ripiegare a ovest del Dniepr senza riuscire peraltro ad impedire la costituzione di numerose teste di ponte sul fiume da parte dei reparti dell'Armata Rossa. L'inverno 1943-44 fu drammatico per la 57ª Divisione che rimase accerchiata nuovamente insieme ad altre sei divisioni nella grande sacca di Korsun'. Le truppe tedesche bloccate nella sacca cercarono, al comando del generale Wilhelm Stemmermann, di rompere le linee di accerchiamento ripiegando in direzione ovest per entrare in collegamento con le forze corazzate del generale Hans-Valentin Hube impegnate nel difficile tentativo di portare soccorso. La 57. Infanterie-Division, guidata dal generale Adolf Trowitz, fu incaricata di marciare alla retroguardia e proteggere le spalle della colonna in marcia per uscire dalla sacca; la manovra si svolse in pieno inverno e sotto gli attacchi sovietici. Nonostante le gravissime difficoltà e le pesanti perdite, i tedeschi in parte riuscirono a salvarsi sbucando fuori dall'accerchiamento sovietico; la 57. Infanterie-Division contribuì alla salvezza di una parte delle truppe e circa 3.500 soldati della divisione si ricongiunsero entro il 19 febbraio 1944 con le truppe di soccorso del generale Hube.
La divisione uscì quasi distrutta dalla battaglia della sacca di Korsun'; dopo essere stata in parte ricostituita e rinforzata con nuove reclute, venne deciso il suo trasferimento al Gruppo d'armate Centro dove i reparti della 57. Infanterie-Division giunsero nel giugno 1944 venendo assegnati al XII Corpo d'armata del generale Vincenz Müller, incaricato di difendere il fronte sud del saliente tedesco che copriva la piazzaforte di Mogilev. Il 22 giugno 1944 l'Armata Rossa diede inizio alla operazione Bagration, la decisiva offensiva in Bielorussia che avrebbe provocato la distruzione del Gruppo d'armate Centro; la 57. Infanterie-Division, sempre al comando del generale Trowitz, venne attaccata, dal 25 giugno 1944, nel settore di Mogilev dalla 50ª Armata sovietica e, dopo una coraggiosa resistenza iniziale, venne infine costretta a cedere le sue posizioni e ripiegare verso nord-ovest, perdendo il collegamento sul fianco destro con le truppe tedesche della 9. Armee. Nei giorni seguenti i resti della divisione continuarono la drammatica ritirata insieme alle altre formazioni del XII corpo d'armata per sfuggire alle manovre d'accerchiamento sovietiche; dopo sfibranti marce e continui combattimenti, la 57. Infanterie-Division venne completamente distrutta nei primi giorni di luglio a ovest della Beresina; anche tutte le altre unità del generale Vincenz Müller furono contemporaneamente annientate dall'Armata Rossa.
Il 3 agosto 1944 l'Alto comando tedesco decretò ufficialmente lo scioglimento della 57. Infanterie-Division; la denominazione onorifica di "reggimento List" venne trasferita al reggimento di fanteria 19 della 7. Infanterie-Division.

## Teatri d'operazione della 57. Infanterie-Division
- Polonia: settembre 1939-maggio 1940
- Francia: maggio 1940-giugno 1941
- Fronte orientale, settore sud: giugno 1941-febbraio 1944
- Fronte orientale, settore centro: febbraio 1944-luglio 1944

## Ordine di battaglia
1939
- Infanterie-Regiment 179
- Infanterie-Regiment 199 “List”
- Infanterie-Regiment 217
- Aufklärungs-Abteilung 157
- Artillerie-Regiment 157
  - I. Abteilung
  - II. Abteilung
  - III. Abteilung
  - IV. Abteilung
- Pionier-Bataillon 157
- Panzerabwehr-Abteilung 157
- Nachrichten-Abteilung 157
- Versorgungseinheiten 157

1942
- Grenadier-Regiment 164
- Grenadier-Regiment 199 “List”
- Grenadier-Regiment 219
- Radfahr-Abteilung 157
- Artillerie-Regiment 157
  - I. Abteilung
  - II. Abteilung
  - III. Abteilung
  - IV. Abteilung
- Pionier-Bataillon 157
- Panzerjäger-Abteilung 157
- Nachrichten-Abteilung 157
- Feldersatz-Bataillon 157
- Versorgungseinheiten 157

1943-1944
- Grenadier-Regiment 164
- Grenadier-Regiment 199 “List”
- Grenadier-Regiment 219
- Grenadier-Regiment 676
- Füsilier-Bataillon 57
- Artillerie-Regiment 157
  - I. Abteilung
  - II. Abteilung
  - III. Abteilung
  - IV. Abteilung
- Pionier-Bataillon 157
- Panzerjäger-Abteilung 157
- Nachrichten-Abteilung 157
- Feldersatz-Bataillon 157
- Versorgungseinheiten 157

## Decorazioni
Alcuni soldati della divisione ricevettero decorazioni per atti di valore in guerra:
- Insegna di combattimento in oro
  - 2
- Croce tedesca
  - in oro: 62
  - in argento: 1
- Croce di cavaliere della Croce di ferro
  - 17
  - 2 Croce di cavaliere con foglie di quercia
  - 1 Croce di cavaliere con foglie di quercia e spade (colonnello Alfons König)

## Comandanti
- Generalleutnant Oskar Blümm – 1 settembre 1939-25 settembre 1941
- Generalmajor Anton Dostler – 26 settembre 1941-9 aprile 1942
- Generalleutnant Oskar Blümm – 10 aprile-9 ottobre 1942
- Generalleutnant Friedrich Siebert – 10 ottobre 1942-19 febbraio 1943
- Generalmajor Otto Fretter-Pico – 20 febbraio-1 settembre 1943
- Generalleutnant Vincenz Müller – 1-19 settembre 1943
- Generalmajor Adolf Trowitz – 19 settembre 1943-7 luglio 1944